# Ekaterine Tarkhnishvili
Ekaterine Tarkhnishvili - Gabashvili (en georgià: ეკატერინე გაბაშვილი (თარხნიშვილი); Gori, 16 de juny del 1851 - 7 d'agost del 1938) fou una pedagoga i escriptora georgiana especialment coneguda pel seu activisme pels drets de les dones i el seu treball d'alfabetització femenina. Gabashvili és una de les primeres feministes de Geòrgia.

## Biografia
Ekaterine Tarkhnishvili nasqué en una família aristocràtica de Gori, Geòrgia, que aleshores formava part de l'Imperi rus.
El 1868 va obrir escoles dominicals. Dos anys més tard, es casà amb Aleksandre Gabashvili. Dedicada a la família, va tenir dificultats per a continuar estudiant. Quan tenia l'oportunitat d'escriure, però, enviava el seu treball a revistes i diaris.
Convençuda del valor de l'educació, des del 1882 pertany a la junta directiva de la Societat per a la Promoció de l'Alfabetització de la població georgiana.
El 1897-1922, dirigeix l'Escola Vocacional per a Dones. El 1872-1905, fundà el Cercle de Dones i ajudà a crear sucursals de la Societat per a la Promoció de l'alfabetització.
És autora de novel·les i relats sobre les tristeses dels mestres d'escola del poble i la vida camperola. En la dècada dels 1900, deixa la ficció per l'autobiografia.
Gabashvili també és coneguda com una de les primeres feministes georgianes. El 1958, una pel·lícula Magdanas lurja (Magdana's Donkey), basada en una novel·la seua i dirigida per Tengiz Abuladze i Revaz Chkheidze, fou premiada en els festivals internacionals de cinema de Canes i Edimburg.